# 영변군 (대한민국)
영변군(寧邊郡)은 대한민국 평안북도에 있는 대한민국의 군이다. 이북5도위원회가 관리하는 명목상의 행정 구역이다. 면적은 1,709.1km2로, 14면 114동으로 이루어져 있다. 군청소재지는 영변면 동부동이다.

## 행정 구역
| 읍면               | 동 숫자 | 동(洞) |
| ------------------ | ------- | --- |
| 영변면(寧邊面)     | 7       | 서부(西部) 동부(東部) 동외성(東外城) 남외성(南外城) 서외성(西外城) 용추(龍湫) 용포(龍浦)                                                   |
| 고성면(古城面)     | 8       | 남산(南山) 사오(沙塢) 마전(麻田) 하초(下草) 봉덕(鳳德) 구항(龜項) 신풍(新豊) 상초(上草)                                                    |
| 남송면(南松面)     | 7       | 천수(天水) 사천(沙川) 마상(馬尙) 봉지(鳳至) 불무(佛舞) 입석(立石) 구두(龜頭)                                                               |
| 남신현면(南薪峴面) | 8       | 도관(都館) 운룡(雲龍) 하장(下長) 상구(上九) 하구(下九) 상장(上長) 귀상(貴祥) 상이(上耳)                                                    |
| 독산면(獨山面)     | 9       | 용흥(龍興) 수우(修隅) 송성(松城) 성흥(聖興) 기성(箕城) 화죽(花竹) 용전(龍田) 남평(南坪) 덕성(德星)                                         |
| 백령면(百嶺面)     | 8       | 대풍(大豊) 중초(中草) 상초(上草) 용연(龍淵) 하초(下草) 조산(造山) 개화(開華) 우현(牛峴)                                                    |
| 봉산면(鳳山面)     | 8       | 고성(古城) 수유(水踰) 관하(館下) 조양(朝陽) 구산(龜山) 양지(陽地) 망일(望日) 용흥(龍興)                                                    |
| 북신현면(北薪峴面) | 7       | 노하(蘆下) 화산(華山) 상행(上杏) 상로(上蘆) 가좌(加佐) 용응(龍應) 하행(下杏)                                                               |
| 소림면(少林面)     | 8       | 남등(南燈) 원등(元燈) 상추(上秋) 용추(龍秋) 등산(燈山) 용강(龍江) 각추(角秋) 서위(西位)                                                    |
| 연산면(延山面)     | 8       | 화연(花硯) 대성(大成) 용연(龍淵) 입석(立石) 문봉(文峰) 화천(花川) 신천(新泉) 언무(偃武)                                                    |
| 오리면(梧里面)     | 7       | 문봉(文峯) 봉무(鳳舞) 봉소(鳳巢) 묵시(墨時) 송호(松湖) 송강(松江) 세죽(細竹)                                                               |
| 용산면(龍山面)     | 13      | 구장(球場) 신흥(新興) 요성(耀城) 수구(水口) 용등(龍登) 용암(龍巖) 운봉(雲峯) 용문(龍門) 소민(蘇民) 노(蘆) 봉무(鳳舞) 용연(龍淵) 용현(龍峴) |
| 태평면(泰平面)     | 6       | 관하(館下) 관상(館上) 관북(館北) 조산(造山) 상서(上西) 하서(下西)                                                                          |
| 팔원면(八院面)     | 10      | 천양(天陽) 용산(龍山) 화평(和平) 송현(松峴) 석성(石城) 소장(少長) 용두(龍頭) 용성(龍城) 가덕(加德) 명당(明堂)                              |

## 참고 문헌
- “평안북도 시군 소개”. 이북5도위원회.
- “평안북도 기구 및 정원”. 이북5도위원회.

## 같이 보기
- 녕변군